# Pingshan
Pingshan is een subdistrict in het district Longgang van de Chinese prefectuurstad Shenzhen.

## Geografie
Pingshan ligt als subdistrict in het oosten van prefectuurstad Shenzhen. Pingshan grenst in het noorden aan subdistrict Kengzi en Longgang, het zuiden grenst aan het subdistrict Kuichong en district Yantian. Het westen van Pingshan grenst aan subdistrict Henggang en het oosten grenst aan district Huiyang van prefectuurstad Huizhou. De Shenshan-autoweg gaat door Pingshan.
Pingshan heeft zeventien dorpen:
- Pinghua 坪环
- Shacun 沙村
- Nanbu 南布
- Tianxin 田心
- Tiantou 田头
- Maluan 马峦
- Jiangling 江岭
- Biling 碧岭
- Jingui 金龟
- Shahu 沙湖
- Shijing 石井
- Zhukeng 竹坑
- Tangkeng 汤坑
- Liuluan 六联
- Liuhe 六和
- Pingshan (dorp) 坪山
- Heping 和平

## Demografie
De meeste oorspronkelijke bewoners zijn van Hakka afkomst en spreken daardoor het Bao'an-Hakka en Dapenghua.